# Смолюгі
Смолюгі (пол. Smolugi) — село в Польщі, у гміні Дідковичі Сім'ятицького повіту Підляського воєводства.
Населення — 169 осіб (2011).
У 1975-1998 роках село належало до Білостоцького воєводства.

## Демографія
Демографічна структура станом на 31 березня 2011 року:
|          | Загалом | Допрацездатний вік | Працездатний вік | Постпрацездатний вік |
| -------- | ------- | ------------------ | ---------------- | -------------------- |
| Чоловіки | 94      | 21                 | 62               | 11                   |
| Жінки    | 75      | 11                 | 43               | 21                   |
| Разом    | 169     | 32                 | 105              | 32                   |